# نژاد (انسان)
نژاد گروهی از انسان‌ها هستند که دارای ویژگی‌های فیزیکی و اجتماعی مشترک و متمایز هستند. نژادها در ابتدا بر اساس اشتراکات و تفاوت‌های زبانی افراد تعریف می‌شدند. نژادهای مختلف، پس از آن، بر اساس ملیت افراد و از سده هفدهم میلادی نیز، بر اساس تفاوت‌ها و شباهت‌های ظاهری، تعریف می‌شدند.
در سده نوزدهم میلادی، نژادهای جهان را بر اساس ویژگی‌های ظاهری به شش دسته‌ی بزرگ سفیدپوست، سیاه‌پوست، زردپوست، سرخ‌پوست، قهوه ای پوست و نژاد استرالیایی بخش می‌کردند و برخی نژاد سرخ‌پوست را جزئی از نژاد زردپوست به‌شمار می‌آوردند. برخی از مردم شناسان نژاد استرالیایی را نیز به عنوان چهارمین گروه (و با احتساب سرخ پوستان پنجمین گروه(با احتساب قهوه ای پوستان ششمین گروه)) ذکر کرده بودند.
ایرانی‌ها سفیدپوست هستند؛
امروزه دیگر ویژگی‌های ظاهری مانند رنگ پوست، ریخت اندام، رنگ چشم و مو و جنس مو سند معتبری برای بازشناسی نژادهای گوناگون نیست، به این دلیل که هیچ‌گاه مرزهای قاطعی گروه‌های نژادی پیش گفته را از یکدیگر جدا نمی‌کند. افزون بر آن، به رغم برخی تفاوت‌ها، همانندی‌های بسیاری میان افراد بشر وجود دارد، و افراد هر یک از گروه‌های نژادی طبقه‌بندی شده در سده نوزدهم نیز ممکن است با یکدیگر تفاوت‌های زیادی داشته باشند.
اما هر یک از گروه‌های نژادی ذکر شده دارای ویژگی‌هایی هستند که این ویژگی‌ها معمولاً تابع شرایط محل زندگی آن‌ها می‌باشد. برای نمونه، رنگ تیره اقوام آفریقایی بر اثر تراکم ملانین‌ها در پوست آنان ایجاد شده تا پوست در برابر تابش شدید آفتاب مقاومت داشته باشد. پوست تیره در برابر نور شدید آفتاب محافظت بیشتری به عمل می‌آورد. بدین ترتیب در چنین محیطی با گذشت زمان و در طی نسل‌ها فراوانی نسبی افراد با پوست تیره‌تر در جمعیت افزایش پیدا کرده و در نهایت کل جمعیت را فرا می‌گیرد و بدین ترتیب افراد یک گروه نژادی این صفات را به‌صورت ژنتیکی در میان خود انتشار می‌دهند.
سه تقسیم نژادی عمده در جهان یافت می‌شود شامل سفیدپوستان ، سیاه‌پوستان و زردپوستان .

## تقسیم‌بندی نژادها در سده نوزدهم

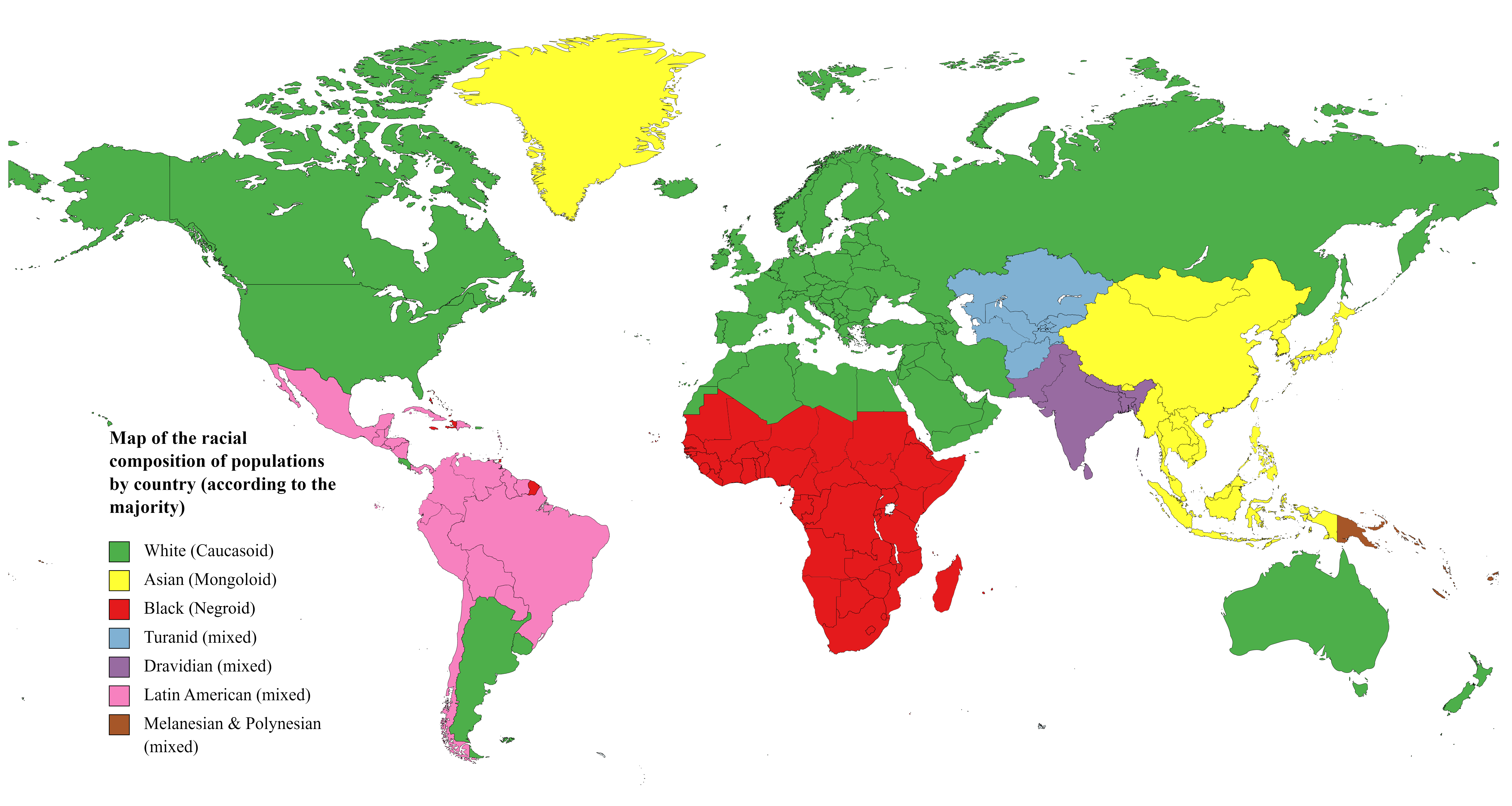

- سفید پوست
- سیاه پوست
- زرد پوست
- قهوه‌ای پوست
- سرخ پوست
- نژاد استرالیایی

## باورهای نادرست
باورهای نادرست فراوانی در رابطه با موضوع نژاد رایج است که اغلب حتی توسط افرادی که آشکارا نژادپرست هستند هم بیان نمی‌شوند. تجربه و تاریخ فرهنگی، بسیاری از مردم را به شکلی بی‌غرضانه به سوی دیدگاه‌هایی سوق می‌دهد که توسط ژنتیک انسانی تأیید نمی‌شوند؛ بسیاری از این باورها براساس شواهد علمی رد شده‌اند. برخی از باورهای نادرست دربارهٔ نژاد در زیر آمده‌است:

### دی‌ان‌ای سفیدپوستان و سیاه‌پوستان
برخلاف تصور، دی‌ان‌ای سفیدپوستان و سیاه‌پوستان تفاوت زیادی با هم ندارند بلکه براساس یافته‌های علمی، تقریباً همه انسان‌ها دی‌ان‌ای (DNA) مشابهی دارند. اما تفاوت رنگ پوست این افراد به‌خاطر آن است رنگدانهٔ اولیه در پوست انسان به نام ملانین، که از بدن انسان در برابر آفتاب محافظت می‌کند، اشعه‌های فرابنفش را جذب می‌کند و نمی‌گذارد یکی از ویتامین‌های کلیدی بدن به نام اسید فولیک را از بین بروند. ژن‌های بسیاری در سازو کارهای بیوشیمیایی که به تولید ملانین در بدن منجر می‌شود دخالت دارند. تنوع طبیعی این ژن‌ها باعث شکل‌گیری طیفی از رنگ پوست‌ها در میان انسان‌ها شده‌است.
انسان‌ها معمولاً به دسته‌های سفید، سیاه یا قهوه‌ای طبقه‌بندی می‌شوند اما این تنوع بصری بازتاب دقیق و درستی از تفاوت - یا شباهت- ژنتیکی میان آن‌ها نیست.

### خلوص نژادی
تصور برخی بر آن است که در برخی مناطق، سرزمین‌ها یا اقوام - چه از نظر فیزیکی و چه به لحاظ فرهنگی - از بقیه جدا هستند و مرزهایی غیرقابل عبور دارند. اما این باور نیز غلط است. براساس یافته‌های تاریخی و علم ژنتیک، در واقع هیچ ملتی ساکن و بی‌حرکت نبوده‌است بلکه در طول تاریخ مردم از نقطه‌ای به نقطه دیگر جهان مهاجرت می‌کردند و هر کجا و هر زمان که توانسته‌اند رابطه جنسی برقرار کرده‌اند. این جابجایی‌های بزرگ گاهی در زمان‌هایی کوتاه صورت می‌گرفتند و گاهی نیز انسان‌ها طی چند نسل به شکل قابل توجهی ساکن باقی می‌مانند و این می‌تواند به عنوان یک مبنای فرهنگی و جغرافیایی در نظر گرفته شود.